# Eduardo Rosales
Eduardo Rosales Gallinas – hiszpański malarz purysta.